# Gasthaus Weißes Roß (Dinkelsbühl)

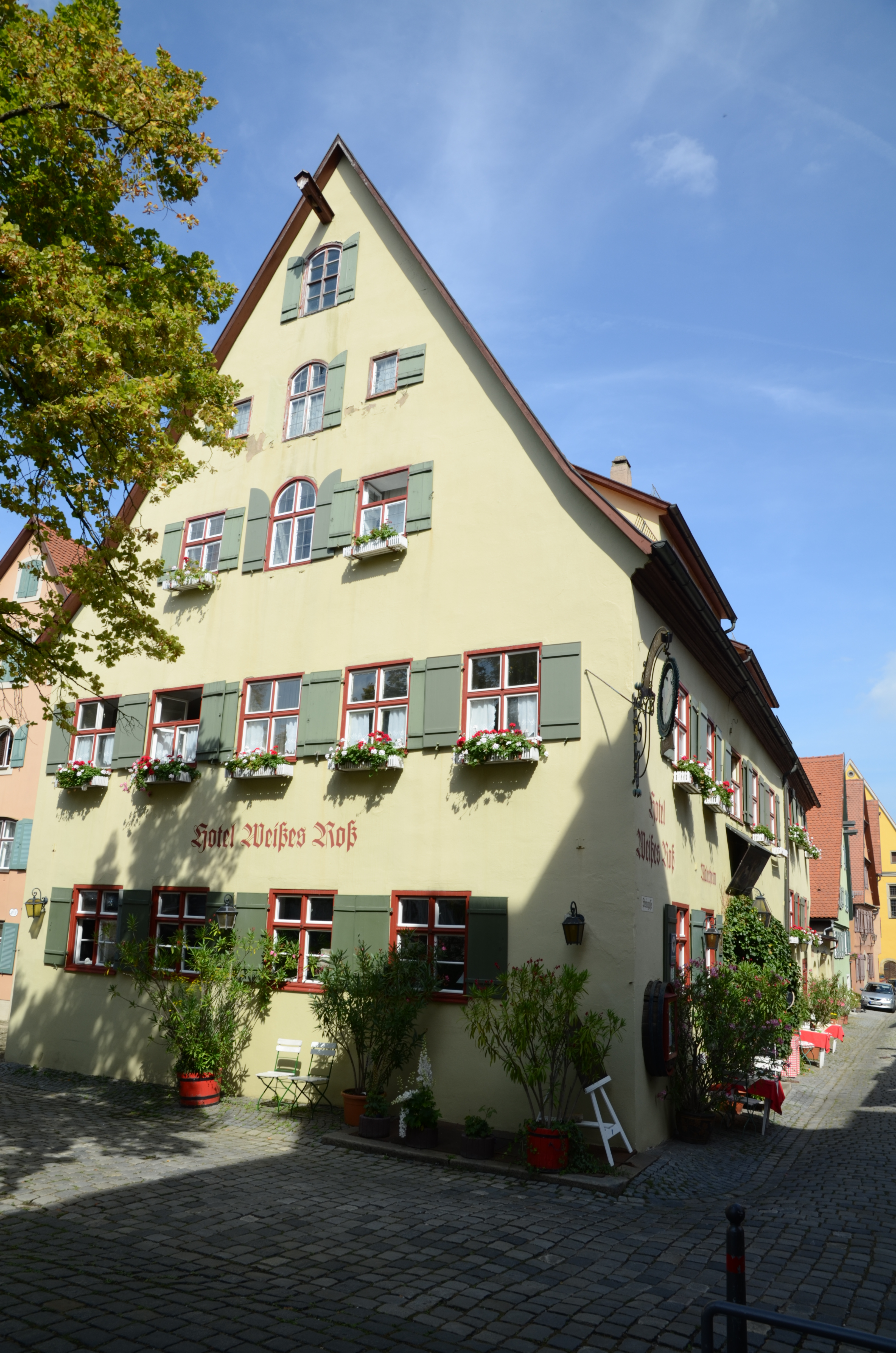
Gasthaus Weißes Roß in Dinkelsbühl

Das Gasthaus Weißes Roß in Dinkelsbühl, einer Stadt im mittelfränkischen Landkreis Ansbach in Bayern, wurde um 1600 errichtet. Das Gasthaus an der Steingasse 12 ist ein geschütztes Baudenkmal.
Der zweigeschossige Bau befindet sich in Ecklage. Der verputzte Fachwerkgiebel besitzt einen Aufzugsbalken mit Ladeluke. Über dem Eingang ist ein Ölgemälde angebracht: Vor dem Hintergrund der Stadtsilhouette von Dinkelsbühl halten zwei Putti einen Rundschild, auf dem ein weißes Ross aufgemalt ist. Im Gastraum ist die Ausstattung vom Ende des 19. Jahrhunderts erhalten.